# 嵐がくれたもの
『嵐がくれたもの』（あらしがくれたもの）は、東海テレビが制作し、フジテレビ系列のテレビ局で2009年8月31日から10月30日放送された昼ドラである。制作プロダクションはテレパック。平均視聴率は5.2%。
キャッチコピーは「すべての終わりが、すべての始まりでした。」。

## 概要
東海テレビは2009年度から昼の帯ドラマの放送期間について、従来の3か月1シリーズに加え、2か月1シリーズも展開しているが、その第2弾になる。
この作品の中心となる出来事は、1959年の伊勢湾台風。2009年がちょうど半世紀となることから選ばれた。この台風の被害で生き別れになってしまった母子のヒューマンドラマに仕上げている。その50周年忌は、放送期間中におとずれた。
オープニングのタイトルバックでは、当時東海テレビが取材した伊勢湾台風の資料映像をバックに「昭和34年の伊勢湾台風で犠牲になった方々に、心から哀悼の思いを込め、再び、同じような災害が繰り返されないことを祈って、このドラマをお送りします。」というテロップが表記されている。当時子供であった被害者がドラマに出演しており、撮影の合間に、被害を語り継ぐ活動が行われている
東海テレビ制作の昼ドラとしては珍しくロケーション撮影が伊勢湾台風の直撃を受けた地域、知多半島の半田市、常滑市などや、渥美半島の付け根部分の豊橋市などで1週間かけて行われ、一部シーンでは遺体役などで地元エキストラが約100人出演している。

## あらすじ
1945年の名古屋大空襲で戦争孤児となってしまった節子は、代々警察官の家庭である神崎家に養子として育てられた。神崎家へのご恩返しのために警察官となった節子は、神崎家の一人息子である恭平と結婚。そして長女・順子を出産した。
しかし、1959年9月26日、伊勢湾台風が紀伊半島から中京地域を通過。神崎家のある地域一帯は台風による豪雨洪水で押し流され、父母が死亡。そんな中で避難所で順子に似た赤ちゃんと避難所で出会うが、周辺にその両親も、そして恭平と順子の姿を見つけることが出来なかった。
だが、この台風被害の影響で記憶喪失となってしまった恭平は、華道の家元・宇田川により、台風の犠牲になった資産家とそっくり入れ替えられて、順子共々全くの別人として東京へ行かされてしまった。節子は愛する家族を一気に失い失望するが、そんな中でも、避難所で出会った赤ちゃんを順子と名付けて、新たなる親子の幸せのために生きることを決断したのだが･･･。
時は流れ、節子は順子と共に苦しい生活を過ごしているが元気に生きていた。ある日、恭平そっくりの龍太郎に出会い、衝撃を受けるも惹かれていく。そんな二人が公園で会う寸前、順子が交通事故に遭いそうになり、それを見た龍太郎は順子を救った後に車を避けきれずぶつかって死亡してしまう。悲しみを背負いながら、節子は宇田川家に雇われる。

## キャスト
- 神崎節子 - 岩崎ひろみ、（幼少時代）尾本侑樹奈

岩崎はNHKの連続テレビ小説『ふたりっ子』で帯ドラマの主演をした経験はあるが、民放の帯ドラマ・昼ドラマへの主演は初めて。自らも2007年に娘を出産している。
- 神崎恭平＞森龍太郎＞宇田川龍太郎 - 永岡佑、（幼少時代）坪井憧
- 神崎順子＞森亜弓＞宇田川亜弓 - （少女時代）山口愛、（幼少時代）中村莉緒

性格はおとなしくかなりの家族思いであり。節子にいじめで大量に落書きをされた教科書を発見された時も「家族にその事を言わない約束」をするなど、
それが原因でトラブルになることが度々ある。
- 神崎順子 - （少女時代）三浦透子

性格は明るくイジメを受けた亜弓を家に連れていき慰めるなどしている。
- 神崎静子 - 角替和枝
- 神崎大吉 - 深水三章
- 宇田川宗助 - 原田大二郎
- 宇田川加代 - 沢田亜矢子
- 宇田川百合子 - 宮本真希
- 丹波肇 - 清水綋治
- 森龍太郎 - 宮川一朗太
- 森亜弓 - 立石美優
- 石原友子 - 中塚みの
- 石原啓之 - 斉藤陽一郎
- 近田ミツ - 服部妙子
- 植村香苗 - 山田キヌヲ
- 野中文子  - 前沢保美
- 菅原　- 鈴木省吾

## 主題歌
- THE ALFEE「夜明けを求めて」（EMIミュージック・ジャパン）

## スタッフ
- 脚本：清水曙美、いとう斗士八、青木江梨花
- 音楽：富貴晴美
- 音楽制作:インスパイア・ホールディングス
- プロデューサー：市野直親（東海テレビ）、沼田通嗣（テレパック）
- 演出：藤尾隆（テレパック）、杉村六郎
- 撮影協力：愛知県常滑市
- 広報：庄野俊哉（東海テレビ）、山本章子（東海テレビ）
- 収録スタジオ：緑山スタジオ・シティ
- 制作：東海テレビ放送・テレパック